# Bandiere secondarie dell'esercito degli Stati Confederati d'America
Le bandiere ebbero tanto un ruolo simbolico quanto un ruolo funzionale durante la Guerra di secessione americana. Le bandiere di guarnigione e di posto simboleggiavano gli ideali e gli scopi della Nazione ma funzionalmente servivano anche a identificare il posto sul quale sventolavano come proprietà del Governo. Le bandiere delle unità militari servivano a mostrare l'"anima" di un'unità da combattimento ma funzionalmente fornivano anche una guida per mantenere l'allineamento in battaglia, per guidare un'unità in avanti o radunarla se si disperdeva. Alcune bandiere, comunque, utilizzate sul territorio da militari, ebbero un ruolo assai più funzionale che simbolico. Esse includevano le bandiere che identificavano un ospedale per salvaguardarlo o per dirigervi i feriti; bandiere che trasmettevano segnali o messaggi su lunghe distanze; bandiere che distinguevano i livelli della struttura di comando in un'armata; bandiere che segnavano i confini del campo di una unità di fanteria o i suoi fianchi in combattimento; e bandiere che servivano da segnali per guidare le compagnie di cavalleria o le batterie leggere d'artiglieria. Sebbene non così notevoli come le bandiere delle unità e non considerate con lo stesso slancio da chi le utilizzava, queste bandiere funzionali fanno comunque parte del firmamento delle Bandiere Confederate.

## Bandiere per Ospedali ed Ambulanze
Il Regolamento per l'Esercito degli Stati Uniti del 1861 e la sua edizione riveduta dello stesso anno avevano specificato di doversi usare bandierine rosse per segnare la strada verso gli ospedali da campo una volta iniziata una battaglia. Il paragrafo n. 717 che stabiliva questo sistema diceva semplicemente:
"I depositi ambulanti verso i quali i feriti sono trasportati o diretti per il trattamento immediato è generalmente situato nell'edificio più conveniente nelle vicinanze del campo di battaglia. Una bandiera rossa segna la sua collocazione, o la strada per giungervi, ai conducenti delle ambulanze ed ai feriti che possono camminare."
Questo Regolamento era in vigore per tutto l'Esercito confederato. Ciononostante il Generale G.T. Beauregard ritenne necessario in due occasioni ricordare la norma alle forze sotto il suo immediato comando. Mentre comandava l'Armata Confederata del Mississippi nel marzo 1862, Beauregard specificò nell'Ordine Generale N. 3 del 14 marzo 1862 che:
"Il deposito ambulante verso il quale i feriti devono essere trasportati o diretti per il trattamento immediato dovrà essere situato nell'edificio più conveniente nelle vicinanze del campo di battaglia. Una bandiera rossa segna la sua collocazione, e la strada per giungervi."

### Bandiere dei Quartier Generali
Poiché le armate crescevano di dimensione durante la guerra, individuare i comandanti sia in campagna sia negli immensi accampamenti occupati dalle armate diventava un problema sempre maggiore. La soluzione a questo problema venne con l'adozione di uno dei due tipi di bandiera, quella personale del Quartier Generale o quella dell'armata. Il primo tipo, la bandiera personale del quartier qenerale, indicava la presenza di una specifica persona, indipendentemente dalla posizione tenuta nella struttura di comando di un'armata.